# 1964-es NHL-amatőr draft
Az 1964-es NHL-amatőr draft a második draft volt az National Hockey League történetében. A montréali Queen Elizabeth Hotelben tartották. Olyan 17 éves játékosokat lehetett draftolni, akik nem álltak valamilyen kapcsoltaban valamelyik NHL-csapattal. A drafton a Detroit Red Wings, a Boston Bruins, a New York Rangers, a Chicago Black Hawks, a Toronto Maple Leafs és a Montréal Canadiens választott a játékosok közül. Mindegyik csapat négyszer választhatott, egyet-egyet körönként.
A 24 játékos közül csak kilenc játszott az NHL-ben. Ezek közül csak Syl Apps, Jr., Jim Dorey, Tim Ecclestone és Mike Pelyk játszott több mint 200 mérkőzést. A 14. helyen kiválasztott kapust, Ken Drydent a Boston elcserélte a Canadiensnek. Ebben a csapatban később nyert egy Conn Smythe-trófeát, egy Calder-emlékkupát, öt Vezina-trófeát és hat Stanley-kupát, valamint szerepelt öt All-Star Gálán és ötszőr bekerült az Első All-Star Csapatba. 1983-ban beválasztották a Jégkorong Hírességek Csarnokába.

## A draft
|  | = NHL All-Star |  |  | = A Jégkorong Hírességek Csarnokának a tagja |

### Első kör
| # | Játékos         | Poszt       | Nemzetiség | NHL-csapat          | Egyetem/junior/klub csapat         |
| - | --------------- | ----------- | ---------- | ------------------- | ---------------------------------- |
| 1 | Claude Gauthier | Jobb szélső | Kanada     | Detroit Red Wings   | Rosemount Midgets (SAAAMHL)        |
| 2 | Alex Campbell   | Jobb szélső | Kanada     | Boston Bruins       | Strathroy Midgets (OAAAMHL)        |
| 3 | Bob Graham      | Védő        | Kanada     | New York Rangers    | Toronto Marlboro Midgets (OAAAMHL) |
| 4 | Richmond Bayes  | Center      | Kanada     | Chicago Black Hawks | Dixie Midgets (OAAAMHL)            |
| 5 | Tom Martin      | Jobb szélső | Kanada     | Toronto Maple Leafs | Toronto Marlboro Midgets (OAAAMHL) |
| 6 | Claude Chagnon  | Center      | Kanada     | Montréal Canadiens  | Rosemount Midgets (SAAAMHL)        |
|   |                 |             |            |                     |                                    |

### Második kör
| #  | Játékos        | Poszt       | Nemzetiség    | NHL-csapat          | Egyetem/junior/klub csapat         |
| -- | -------------- | ----------- | ------------- | ------------------- | ---------------------------------- |
| 7  | Brian Watts    | Bal szélső  | Kanada        | Detroit Red Wings   | Toronto Marlboro Midgets (OAAAMHL) |
| 8  | Jim Booth      | Bal szélső  | Kanada        | Boston Bruins       | Sault Ste. Marie Midgets (OAAAMHL) |
| 9  | Tim Ecclestone | Jobb szélső | Kanada        | New York Rangers    | Etobicoke Capitols (MetJHL)        |
| 10 | Jan Popiel     | Bal szélső  | Dánia/ Kanada | Chicago Black Hawks | Georgetown Midgets (OAAAMHL)       |
| 11 | Dave Cotey     | Csatár      | Kanada        | Toronto Maple Leafs | Aurora Bears (SOJCHL)              |
| 12 | Guy Allen      | Védő        | Kanada        | Montréal Canadiens  | Stamford Bruins (NDJBHL)           |
|    |                |             |               |                     |                                    |

### Harmadik kör
| #  | Játékos        | Poszt       | Nemzetiség | NHL-csapat          | Egyetem/junior/klub csapat         |
| -- | -------------- | ----------- | ---------- | ------------------- | ---------------------------------- |
| 13 | Ralph Buchanan | Bal szélső  | Kanada     | Detroit Red Wings   | Montréal East Midgets (QAAAMHL)    |
| 14 | Ken Dryden     | Kapus       | Kanada     | Boston Bruins       | Etobicoke Capitols (MetJHL)        |
| 15 | Gordon Lowe    | Védő        | Kanada     | New York Rangers    | Toronto Marlboro Midgets (OAAAMHL) |
| 16 | Carl Hadfield  | Jobb szélső | Kanada     | Chicago Black Hawks | Dixie Beehives (MetJHL)            |
| 17 | Mike Pelyk     | Védő        | Kanada     | Toronto Maple Leafs | Toronto Marlboro Midgets (OAAAMHL) |
| 18 | Paul Reid      | Csatár      | Kanada     | Montréal Canadiens  | Kingston Midgets (OAAAMHL)         |
|    |                |             |            |                     |                                    |

### Negyedik kör
| #  | Játékos        | Poszt       | Nemzetiség | NHL-csapat          | Egyetem/junior/klub csapat      |
| -- | -------------- | ----------- | ---------- | ------------------- | ------------------------------- |
| 19 | Rene LeClerc   | Jobb szélső | Kanada     | Detroit Red Wings   | Hamilton Mountain Bees (NDJBHL) |
| 20 | Blair Allister | Center      | Kanada     | Boston Bruins       | Ingersoll Marlands (WBJHL)      |
| 21 | Syl Apps, Jr.  | Center      | Kanada     | New York Rangers    | Kingston Midgets (OAAAMHL)      |
| 22 | Moe L'Abbe     | Jobb szélső | Kanada     | Chicago Black Hawks | Rosemount Midgets (SAAAMHL)     |
| 23 | Jim Dorey      | Védő        | Kanada     | Toronto Maple Leafs | Stamford Bruins (NDJBHL)        |
| 24 | Michel Jacques | Bal szélső  | Kanada     | Montréal Canadiens  | Lac Megantic Royal (LHJAA)      |
|    |                |             |            |                     |                                 |